# Manuel Bernardes
Manuel Bernardes (Lisboa, 20 de agosto de 1644 – Lisboa, 17 de agosto de 1710) foi um presbítero da Congregação do Oratório de S. Filipe de Néri, em cuja tranquilidade claustral se recolheu até o fim de seus dias. Seus escritos caracterizam-se pela pureza da linguagem e pelo profundo misticismo. É um dos maiores clássicos da prosa portuguesa.

## Biografia
Manuel Bernardes Nasceu em Lisboa e foi educado pelos jesuítas. Formou-se na Universidade de Coimbra em Filosofia, Teologia e Direito Canónico; ordenou-se depois sacerdote. Entrou no seminário, onde se tornou tão popular que João de Melo, bispo de Viseu, nomeou-o confessor.   
Em 1674, desejando isolar-se, ingressou na Congregação do Oratório de S. Filipe Nery, fundada em Itália e organizada em Portugal, em 1668, pelo Padre Bartolomeu de Quental, o convento do Espírito Santo, em Lisboa, onde viveu durante 36 anos, dedicando-se às propostas e composições de suas obras, através das quais tentou exercer uma acção moralizadora, usando a crítica de costumes e apelando para a emoção ao invés do desenvolvimento intelectual da doutrina. Pode-se observar em seus escritos um espírito crédulo e pacífico, capaz de transmitir a espiritualidade da vida contemplativa em um estilo literário simples e elegante, em pleno período barroco.

## Obra

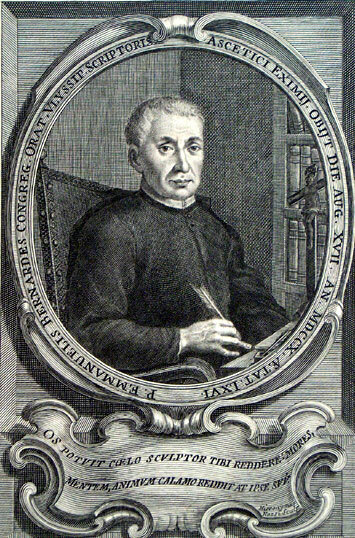
Gravura a buril de Hieronimus Rossi, 1710

É notável a sua erudição teológica, condição fundamental para o trabalho de apologética religiosa em que culminava a meditação quotidiana dos mistérios da fé. No seu fervor místico, condenou a dissolução dos costumes e a inconsistência dos homens entregues aos prazeres e diversões, e esquecidos da verdadeira felicidade. Foram publicados postumamente dois volumes de Sermões e Práticas (1711 e 1733). 
Escreveu numerosas obras de espiritualidade cristã, dentre as quais Luz e Calor (1696), Nova Floresta (5 Volumes, 1710, 1708, 1711, 1726, e 1728), Pão Partido em Pequeninos (1694), Exercícios Espirituais (1686), Os Últimos Fins do Homem (1726), Armas da Castidade (1737), Sermões e Práticas (2 Volumes, 1711), e Estímulo Prático para bem seguir o bem e fugir o mal (1730).
O livro de maior interesse e de maior divulgação foi a Nova Floresta, em que as matérias se apresentam por ordem alfabética: abstinência, alegria, alma, amizade. Na demonstração entra sempre um facto, um conto, uma história, um apólogo, para mostrar o erro pelas consequências funestas. Tudo se funda na Escritura e nos Doutores da Igreja.
O seu mérito reside sobretudo na arte da narrativa. As palavras fluem com a limpidez e pureza que jorra da serenidade da alma, na cadência, adequada dos vocábulos, na variedade das ideias e sua expressão, numa prosa ritmada que só esporadicamente surge alterada pelo choque do trocadilho. Não obstante certo influxo do latim, no uso de hipérbatos ou da construção sintáctica, o estilo não perde a clareza nem sofre colisões na escolha deleitosa do termo para expressão da ideia.